# Qizili
Qizili är en köping i östra Kina. Den ligger i She härad i staden Huangshan i provinsen Anhui, omkring 250 kilometer sydost om provinshuvudstaden Hefei. Antalet invånare är 19 184. Befolkningen består av 9 603 kvinnor och 9 581 män. Barn under 15 år utgör 15,0 %, vuxna 15-64 år 70 %, och äldre över 65 år 14,0 %.